# The Auk

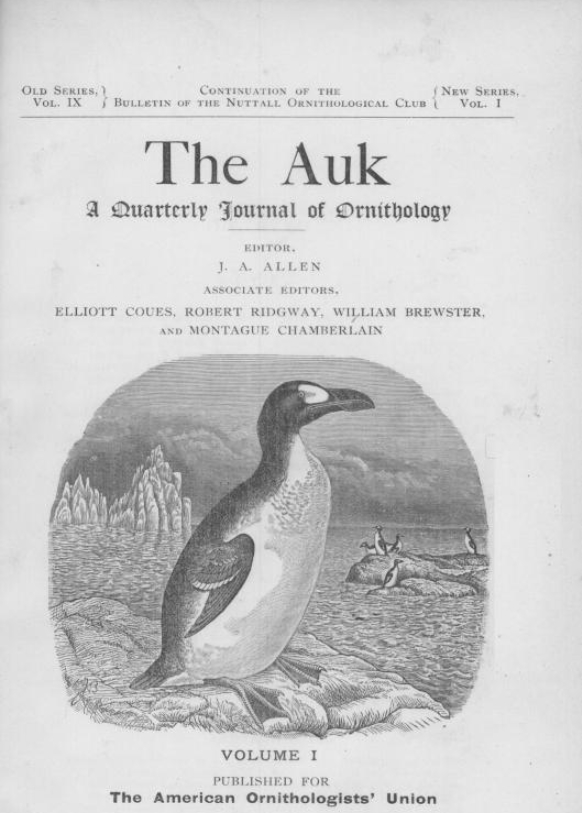

The Auk é uma revista científica e a publicação oficial da American Ornithologists' Union (AOU), tendo sido continuamente publicado por tal instituição desde 1884. A revista contém artigos relacionados com estudos científicos de anatomia, comportamento e distribuição de aves. A revista foi nomeada devido ao arau-gigante (Pinguinus impennis), Great Auk em inglês, símbolo da AOU. É actualmente liderado por Spencer G. Sealy, do Departamento de Zoologia da Universidade de Manitoba.